# Institut für Kino und Filmkultur
Das Institut für Kino und Filmkultur e. V. (IKF) wurde im Jahr 2000 gegründet. Sein oberstes Ziel ist die Vermittlung von breiter Medienkompetenz in der Schnittstelle zwischen Kino und Filmwissenschaft sowie verschiedenen Bildungsbereichen.

## Aufgaben, Geschichte und Organisation
Das IKF arbeitet in der Vermittlung des grundlegenden Verstehens von Filmen und seiner formalen Sprache. Für das IKF hat das Medium Film eine gewachsene Bedeutung „für die Einschätzung und Beurteilung der sozialen Realität, für die lebensweltliche Orientierung und für die Identitätsbildung bzw. Identitätsfindung“. Ebenso für das Bewusstsein über die eigene und fremde Geschichte und Kulturverständnis. Das IKF will die Fähigkeit zum Verständnis über die Qualität von Filmen steigern und im Sinne einer modernen Mediengesellschaft die „Befähigung zur Differenzierung des Visuellen, des Imaginären und des Dokumentierten“ fördern.
Das Institut für Kino und Filmkultur wurde zu Beginn des Jahres 2000 in Köln von einer Reihe von Filmwissenschaftlern, Filmschaffenden und Medienpädagogen gegründet worden. Es hat ein Büro in Wiesbaden. Gründungsdirektor war Horst Walther.

## Aktivitäten
Die Vermittlung von Film- und Medienkompetenz steht im Zentrum der Aktivitäten des IKF. Mit verschiedenen Veranstaltungsformaten und Begleitmaterialien (Film-Hefte, Kino & Curriculum, Film im Fokus) in der schulischen und außerschulischen Bildung und als Träger der künstlerischen Leitung des Kirchlichen Filmfestivals Recklinghausen.
Seit Gründung hat es mit unterschiedlichen medienpädagogischen Projektreihen (Kino gegen Gewalt, Kino für Toleranz, Ins Kino zum Nachbarn, Schul-Film-Wochen), sowie mit Kino-Seminaren zu nationalsozialistischen Propagandafilmen, zum Thema Herausforderung extremistischer Salafismus sowie zu anderen gesellschaftlich relevanten Themen mehr als 1,5 Millionen Teilnehmer erreicht. Das IKF kooperiert nach eigenen Aussagen mit circa 850 Kinos sowie mit fast allen Filmverleihern in Deutschland sowie mit etwa 6500 Schulen. Für das Projekt Lernort Kino wurde das IKF 2002 mit dem Innovationspreis der deutschen Filmförderung ausgezeichnet.
Die Unterstützung und Durchführung von filmwissenschaftlichen Untersuchungen und filmhistorischer Forschung.